# Отдел „Строителство и архитектура“ при ЦК на БКП
Отделът „Строителство и архитектура“ при ЦК на БКП съществува като помощен орган в периода 1954 – 1984 г.

## История
С протокол № 79 на Политбюро от 11 март 1954 г. се създава отдел „Строителство, транспорт и съобщения“ при ЦК на БКП. От 1944 до 1950 г. функциите на този отдел се изпълняват от сектор „Нови строителства“ при Стопанския отдел (фонд 1 Б, опис 17), а от 1950 до март 1954 г. – от сектор „Строителство и електрификация“ при отдел „Промишлено-транспортен“ (фонд 1 Б, опис 19). Съществува самостоятелно до края на 1956 г.
От 25 декември 1956 г. се обединява с отдел „Промишленост“ в един отдел с наименование „Промишлено-строително-транспортен“ до март 1959 г., когато отново се разделя на два отдел със старите наименования – „Промишленост“ и „Строителство, транспорт и съобщения“. През 1963 г. отделът се реорганизира и получава наименованието „Строителство“. Въпросите по транспорта и съобщенията са прехвърлени в новосъздадения през същата годиа (1963) отдел „Транспорт и съобщения“.
От 1974 г. отделът се казва „Строителство и архитектура“. В организационно-структурно отношение има 3 сектора: „Строителствено производство“; „Архитектура и благоустройство“ и „Технически прогрес, строителни материали и производство“. Закрит е през 1984 г., а функциите му са прехвърлени към новосъздадения отдел „Икономическа и научно-техническа политика“.

## Завеждащи отдела
- Стамен Стаменов (1962?)
- Раденко Видински (до 1968)
- Марин Грашнов (1968 – 1971)
- Георги Стоилов (1973 – 1979)
- Станой Йонев (1979 – 1984)